# ماريانو أثويلا
ماريانو أثويلا جونثاليث (بالإسبانية: Mariano Azuela)‏ كاتب وناقد وطبيب مكسيكي، وُلد في لاجوس دي مورينو في خاليسكو في 1 يناير عام 1873. كتب العديد من الأعمال عن الثورة المكسيكية (1910- 1920)، ومن أشهرهم رواية أهل القاع عام 1916. تتناول رواية أهل القاع المجتمع المكسيكي ما قبل الثورة من خلال قصة فلاح يُدعى ديميتريو ماسياس، يصبح زعيمًا للمتمردين الثوريين ضد الحكومة المكسيكية في أعقاب محاولة الفدراليين المكسيكيين الاعتداء على زوجته وقتل كلبه وحرق منزله. استهل نشاطه الأدبي في عصر الديكتاتور المكسيكي بورفيريو دياث، ومارس دورًا فاعلاً بوصفه قيادي سياسي في لاجوس دي مورينو، ثم تقلد منصب وزير التعليم. تم نفيه إلى مدينة الباسو، تكساس؛ بسبب كتابته لرواية أهل القاع. توفي في مدينة مكسيكو في 1 مارس عام 1952.

## روابط خارجية
- ماريانو أثويلا على موقع الموسوعة البريطانية (الإنجليزية)